# Pterostylis crassicaulis
Pterostylis crassicaulis är en orkidéart som först beskrevs av David Lloyd Jones och Mark Alwin Clements, och fick sitt nu gällande namn av G.N.Backh. Pterostylis crassicaulis ingår i släktet Pterostylis och familjen orkidéer. Inga underarter finns listade i Catalogue of Life.